# The Eyes of Horror
The Eyes of Horror es un EP de la banda estadounidense de thrash metal Possessed. Fue lanzado en 1987, y producido por el guitarrista Joe Satriani.

## Lista de canciones
1. Confessions: 2:53
2. My Belief: 3:34
3. The Eyes of Horror: 3:16
4. Swing of the Axe: 3:59
5. Storm in My Mind: 4:22

## Personal
- Jeff Becerra - Bajo y voz
- Mike Torrao - Guitarra
- Larry Lalonde - Guitarra
- Mike Sus - Percusión

## Versiones
- Amon Amarth – "The Eyes of Horror" del álbum The Crusher.
- Cannibal Corpse – "Confessions" del EP Worm Infested.